# シアノヒドリン

α-シアノヒドリンの一般構造。R, R' は水素原子または有機基を表す

シアノヒドリン (cyanohydrin) は分子内にシアノ基とヒドロキシ基を持つ化学種の総称である。特にシアノ基のα位にヒドロキシ基を持つα-シアノヒドリンを指すことが多い。
カルボン酸やアミノ酸の前駆体として工業的に重要である。また、ストレッカー反応において中間体として生成する。

## 合成法
α-シアノヒドリンはアルデヒドまたはケトンにシアン化物イオンを付加させると得られる。この反応にはシアン化水素 HCN を基質、シアン化ナトリウム NaCN を触媒として用いることができる。シアン化物イオンがカルボニル基に付加したあと、生成するアルコキシドが HCN からプロトンを引き抜いて −CN が再生する。
{\displaystyle {\ce {{RC(=O)R'}+{^{-}CN}->RR'C(CN)O^{-}}}}
{\displaystyle {\ce {{RR'C(CN)O^{-}}+HCN->{RR'C(CN)OH}+^{-}CN}}}
トリメチルシリルシアニドを用いると、ヒドロキシ基がトリメチルシリル基で保護されたシアノヒドリンをワンポット合成することができる。
{\displaystyle {\ce {{RC(=O)R'}+ R''3SiCN -> {RR'(CN)OSiR''3}}}}
β-シアノヒドリンはエポキシドのシアン化物イオンによる開環で得られる。それ以外のシアノヒドリンは対応するハロゲン化物のシアン化物イオンで置換反応することで得られる。また、スルホナートをシアン化物イオンで置換することによっても得られる。

## 性質
α-シアノヒドリンの生成反応は可逆であり、アルカリ性水溶液中や加熱下では逆反応が進行してアルデヒドまたはケトンが再生される。
アルデヒドに由来するα-シアノヒドリンのヒドロキシ基を保護した化合物は、シアノ基によりα位の水素の酸性度が高められるため、リチウムジイソプロピルアミドのような強塩基によりこの位置でカルバニオンを生成することができる。カルバニオンと求電子試薬を反応させた後、ヒドロキシ基の脱保護、シアノヒドリンからのカルボニル化合物の再生を行なうと、全体としてはアルデヒド基の水素を求電子試薬で置換したことになる。これは極性変換の一例である。

## 主な化合物
アセトンシアノヒドリンはアセトンのシアノヒドリンである。CAS登録番号は [75-86-5]、分子式 (CH3)2C(CN)OH で表される液体で、沸点は95°Cである。α-ヒドロキシイソブチロニトリルとも呼ばれる。シアン化水素の発生源として用いることができ、他のシアノヒドリンの合成や、マイケル付加、芳香族化合物のホルミル化に利用できる。水素化リチウムと反応させると無水のシアン化リチウムを調製できる。
{\displaystyle {\ce {{(CH3)2C(OH)CN}+ LiH -> {LiCN}+ {(CH3)2CO}+ H2}}}
マンデロニトリルは分子式 C6H5CH(CN)OH で表される沸点170°Cの液体で、CAS登録番号は [532-28-5] である。ある種の果物の種に少量含まれる。
グリコロニトリル（CAS登録番号 [107-16-4]）は最も単純な構造のシアノヒドリンで、ホルムアルデヒドから合成できる。分子式は HOCH2CN で、ヒドロキシアセトニトリルとも呼ばれる。

## 生物中の存在

リナマリンの構造式

いくつかのシアノヒドリンが植物中に青酸配糖体として存在していることが知られている。例えばキャッサバには、リナマリン（アセトンシアノヒドリンのグルコシド）が含有されている。また梅をはじめとするバラ科サクラ属植物の種子には、プルナシン（マンデロニトリルのグルコシド）、アミグダリンなどが含有されている。
また、ヤスデの中には防御物質としてマンデロニトリルを使用するものが存在する。